# یوریشیرو

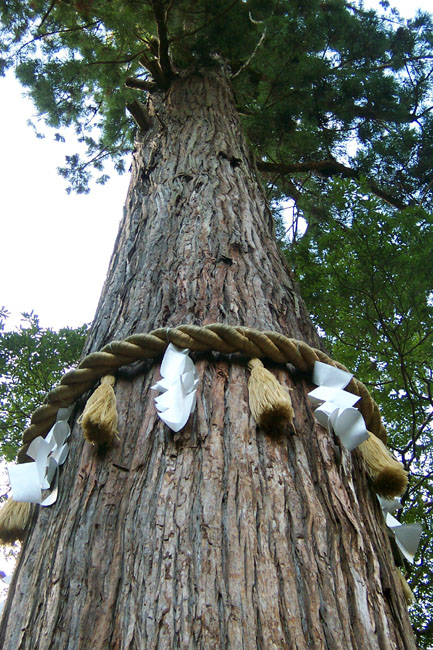

یوریشیرو (به ژاپنی: 依り代・依代・憑り代・憑代 Yorishiro) در شینتو شیئی است که قادر به جذب ارواح به نام  کامی است، بنابراین به آنها فضای فیزیکی برای اشغال در طول مراسم مذهبی می‌دهد. یوریشیرو در هنگام مراسم برای فراخوانی کامی برای پرستش استفاده می‌شود.